# Astor capgrís
L'astor capgrís (Tachyspiza poliocephala; syn: Accipiter poliocephalus) és un ocell rapinyaire de la família dels accipítrids (Accipitridae). Habita boscos de la regió de Nova Guinea, a les illes Aru i Raja Ampat, Nova Guinea, Arxipèlag D'Entrecasteaux i de Louisiade. El seu estat de conservació es considera de risc mínim.

## Taxonomia
Tradicionalment l'astor capgrís estava classificat dins el gènere Accipiter. Tanmateix, estudis filogenètics moleculars van trobar que aquest gènere era polifilètic i es va proposar reordenar les seves espècies en 5 gèneres monofilètics. En base a aquests estudis, el Congrés Ornitològic Internacional, en la seva llista mundial d'ocells (versió 14.2, 2024) transferí aquesta espècie al gènere Tachyspiza, que fou recuperat per a tal fí.
Segons el Handook of the Birds of the World i la quarta versió de la BirdLife International Checklist of the birds of the world (Desembre 2019), aquest tàxon apareix classificat dins del gènere Accipiter.